# Стебник (притока Стрвяжу)
Стебник (пол. Stebnik) — річка в Україні й Польщі, у Самбірському районі Львівської області й Бещадському повіті Підкарпатського воєводства. Права притока річки Стрвяжу (басейн Дністра).

## Опис
Довжина річки приблизно 14 км, найкоротша відстань між витоком і гирлом — 11,98  км, коефіцієнт звивистості річки — 1,17 . Формується багатьма гірськими струмками .

## Розташування
Бере початок на північно-західних схилах хребта Оровий. Тече переважно на північний захід мішаним лісом, понад горою Зрубища (625,3 м) і у селі Коросно впадає у річку Стрвяж, ліву притоку Дністра.